# Kaplica Narodzenia Najświętszej Maryi Panny w forcie Saint Angelo (Birgu)

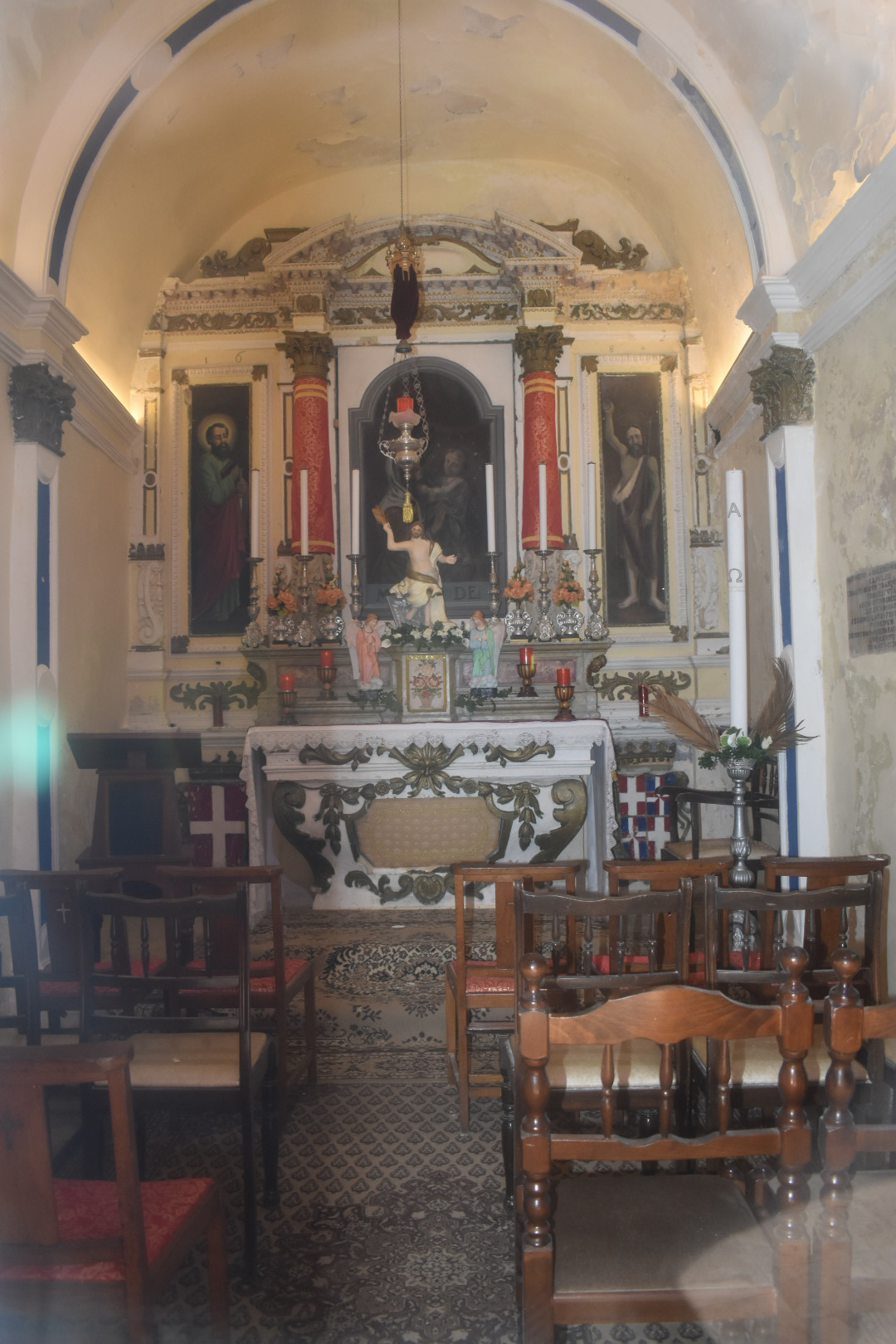
Ołtarz główny kaplicy

Kaplica Narodzenia Najświętszej Maryi Panny (malt. Il-kappella tat-Twelid ta’ Marija, ang. Chapel of the Nativity of Mary), znana szerzej jako Il-kappella tal-Vitorja (pol. Kaplica Matki Boskiej Zwycięskiej) – rzymskokatolicka kaplica w forcie Saint Angelo w Birgu na Malcie.

## Historia
Początki tej kaplicy nie są znane. Wiadomo jednak, że istniała już przed 1274. Po raz pierwszy wspomniano go w angewińskim dokumencie z 1274, wymieniającym dwie kaplice na zamku, jedną pod wezwaniem Najświętszej Maryi Panny (dziś kaplica św. Anny), w górnej części fortu (Castro Interiore), a drugą poświęconą Sancti Angeli – stąd nazwa fortu Saint Angelo – położonej na niższym poziomie (Castro Esteriore). Historycy przypuszczają, że kaplica została prawdopodobnie zbudowana pod koniec XI wieku.

Kaplica została poświęcona przez biskupa Gaultieri jako pierwszy kościół parafialny w Castrum Maris. 3 marca 1409 królowa Sycylii Blanka I podarowała kaplicę maltańskiemu kanonikowi Ruġġieru Segonie. Z czasem, kiedy mieszkańcy zaczęli częściej uczęszczać do nowego kościoła parafialnego w Birgu, kaplica została poddana jurysdykcji archiprezbitera Birgu.

Po przybyciu Zakonu na Maltę, kaplica została odnowiona, a po odparciu tureckiego oblężenia w 1565 zmieniono jej wezwanie na Narodzenia Najświętszej Maryi Panny, które to święto przypada 8 września, dzień zakończenia oblężenia. Później rycerze zbudowali dwa boczne ołtarze: św. Barbary oraz św. Anioła, patrona zamku.

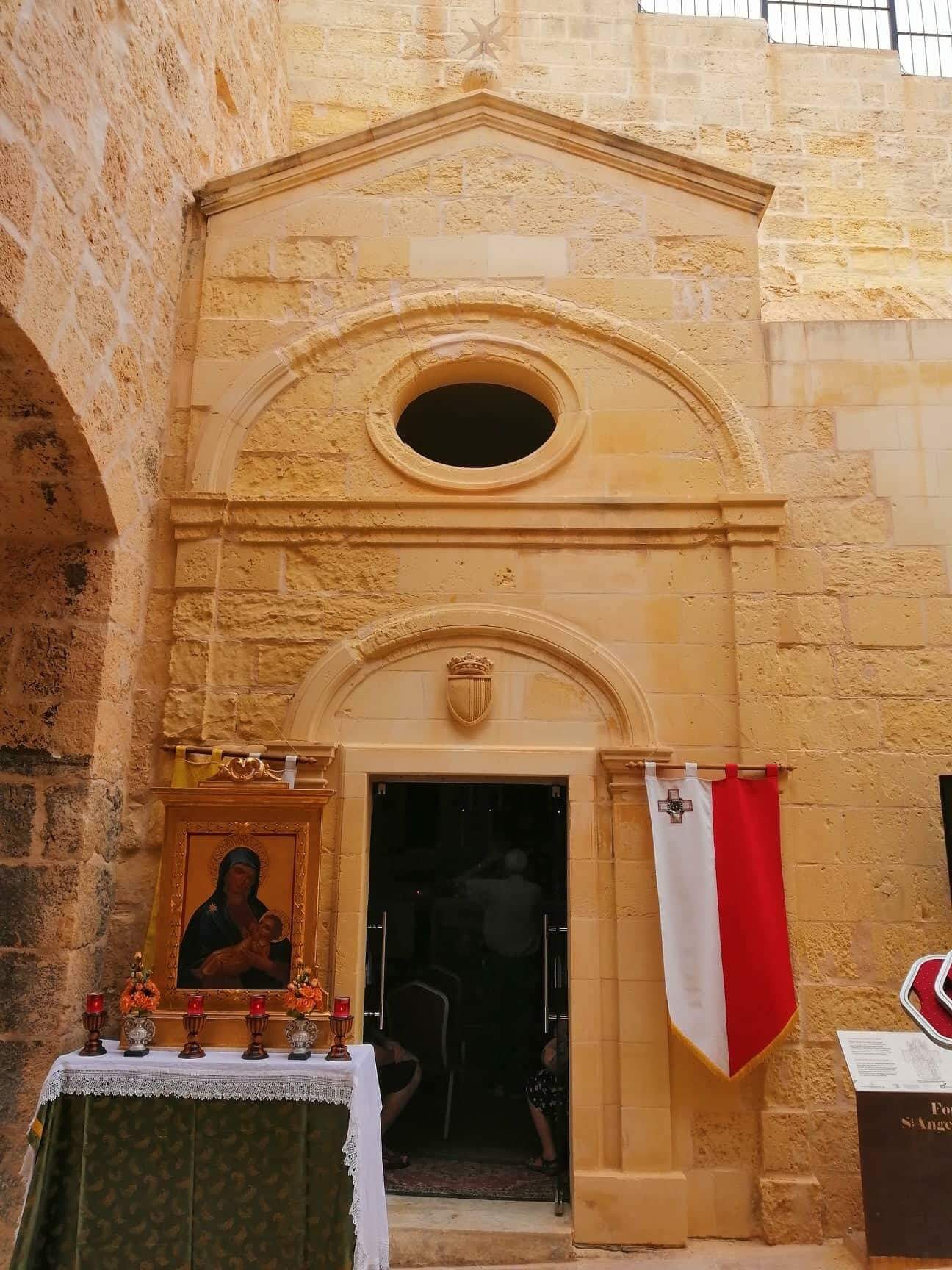
Fasada kaplicy w Dzień Zwycięstwa - 8 września

Ponieważ kaplica ten znajduje się w forcie, który był zwykle używany przez rządzących Maltą, a zatem był zamknięty dla społeczeństwa, wierni nadal mieli dostęp do kaplicy, ponieważ znajdowała się ona pod jurysdykcją biskupa Malty. Tak pozostało, gdy rycerze św. Jana przybyli na Maltę w 1530. Niemniej jednak doszło do wielu „zgrzytów” między Zakonem a biskupem, zwłaszcza w 1621, kiedy biskup Baldassare Cagliares formalnie protestował przeciwko przeszkodom, które napotkał, próbując wizytować kościół. Wraz z przybyciem Brytyjczyków w 1800, dostęp do kościoła został mocno ograniczony. Jednak był nadal udzielany raz w roku, 8 września, dla upamiętnienia Dnia Zwycięstwa. Tak było do 14 czerwca 1940, gdy podczas II wojny światowej świątynia została zniszczona przez bezpośrednie trafienie bombą lotniczą. Kaplica została odrestaurowana w 1955. Obecnie, mimo iż stoi na posesji rządowej, jednak nadal podlega jurysdykcji archidiecezji maltańskiej.  

## Wnętrze
Oryginalna kaplica została wykuta w skale. Dziś niewiele z niej pozostało. Dzisiejsza kaplica ma wymiary 5 m x 4 m. Znajdują się tam trzy ołtarze: ołtarz główny z obrazem przedstawiającym św. Annę z małą Madonną, oraz dwa boczne, które również zostały wycięte w skale w kształcie tzw. arcosolium, podobnie jak w katakumbach w Rzymie. Dwie korynckie kolumny w ołtarzu głównym zostały dodane w 1658 przez wielkiego mistrza De Redina.

## Święto patronalne
Święto patronalne kaplicy obchodzone jest uroczyście 8 września.